# BWV
BWV er et internationalt anvendt registreringssystem for komponisten Johann Sebastian Bachs musikværker. BWV er en forkortelse for Bach-Werke-Verzeichnis (da: Bachværkfortegnelse).
Registreringen, der siden den udkom første gang i 1950 udvikles fortløbende, bygger på et arbejde af den tyske musikforsker Wolfgang Schmieder. I BWV er Bachs kompositioner ikke ordnet kronologisk men efter genrer.

## BWVs opbygning
- 1 Kantater BWV – 1-224
- 2 Andre vokalværker – BWV 225–524
- 3 Orgelværker – BWV 525–771
- 4 Cembaloværker – BWV 772–994
- 5 Kammermusik – BWV 995–1040
- 6 Orkesterværker – BWV 1041-1071
- 7 Kontrapunktiske værker – BWV 1072-1080
- 8 Andre Værker – BWV 1081-1127 + Tillæg 1 – 213